# Henri Winkelman
Henri Gerard Winkelman (Maastricht, 17 d'agost de 1876 - Soesterberg, 27 de desembre de 1952) va ser un general neerlandès conegut per la seva comandament al capdavant de les tropes neerlandeses durant la batalla dels Països Baixos.

## Antecedents
Winkelman va néixer a Maastricht, fill de juliol Hendrik Winkelman i Charlotte Henriette Braams. Després que acabés la seva educació secundària va assistir a la Reial Acadèmia Militar a Breda (Països Baixos). El seu objectiu era convertir-se en un oficial de la KNIL, l'exèrcit colonial de les Índies Orientals Neerlandeses. Durant la seva formació va aconseguir convertir-se en un oficial d'infanteria. Va ser ascendit a Tinent el 1896.
Es va casar amb Arendin Jacomina Coert el 1902 amb qui va tenir dos fills i dues filles.

### Carrera militar
Després d'haver completat la seva educació militar, va començar a pujar llocs en l'exèrcit neerlandès. El 1913 va ser ascendit a capità, el 1923 es va convertir en Major i el 1931 se li va donar el rang de General i es va convertir en el comandant de la 4a divisió neerlandesa. Winkelman havia estat candidat a la posició de Cap d'Estat Major de l'Exèrcit dels Països Baixos, però finalment va ser triat el General IH Reijnders.
Winkelman decidir retirar-se i se li va concedir l'aprovació de la gestió d'honor. Com un oficial retirat, es va mantenir actiu de diverses maneres, principalment en l'assessorament. L'estat neerlandès va mobilitzar les seves forces armades el 28 d'agost de 1939, quatre dies abans que l'Alemanya nazi envaís Polònia. El cap d'Estat Major, el general Reijnders, va ser nomenat Comandant Suprem de les forces neerlandeses, però estava clar des del principi que la seva relació personal i professional amb el secretari de Defensa, Adriaan Dijxhoorn, deixava molt a desitjar. Després d'una breu reunió del govern neerlandès, Winkelman va ser convocat a La Haia (la seu del govern neerlandès) i se li va oferir ser el nou Comandant Suprem. Va acceptar el lloc de treball l'endemà.

## Guerra
Winkelman era conscient de les limitacions del seu exèrcit. Només tenia 280.000 homes a la seva disposició, insuficients com per defensar tot el país. A més els neerlandesos no tenien tancs, les tropes estaven mal formades, faltava artilleria i canons antiaeris. Winkelman estava convençut que l'exèrcit neerlandès era incapaç de crear línies de defensa mòbils.
Així que va decidir fer les coses simples: defensar només la «Fortalesa Holanda» (al voltant de la zona ara anomenada Randstad), usant tradicionals línies estàtiques de defensa i fortificades posicions fixes. Winkelman no tenia la il·lusió que l'exèrcit neerlandès pogués tornar de nou als exèrcits de Hitler a Alemanya. Només intent guanyar el temps suficient perquè els aliats l'ajudaran en la lluita. A la pràctica, les tres províncies del nord (Drenthe, Friesland i Groningen) seguien sent en gran manera defensables, les fortificacions a l'extrem est de Afsluitdijk haurien aturar la invasió alemanya al nord. A l'est del país, la primera línia de la resistència va córrer al llarg dels rius Maas i Ijssel. La principal línia de defensa neerlandesa, però, va ser al cor del país, l'anomenada línia Grebbe, que era defensada pel 2 º i 4 º Cos de l'Exèrcit.
La Línia Grebbe va ser defensada fins al final, ja que el front oriental de la «Fortalesa Holanda» es considera obsolet i molt a prop de grans ciutats com Utrecht i Amsterdam. La inevitable invasió alemanya va començar el 10 de maig de 1940, a les 3.55 hores hora neerlandesa (5:35 hora alemanya). Hitler va forjar un pla per deixar anar paracaigudistes voltant de l'Haia, empènyer a la ciutat i capturar al Govern dels Països Baixos, la família reial i el Comando Suprem de l'Exèrcit dels Països Baixos per força en 24 hores, pla que va acabar en fracàs. Després d'un dia de guerra, el general Winkelman estava relativament satisfet sobre la forma amb la qual les seves tropes havien reaccionat davant el primer empenta alemany. L'única zona on la situació era ja crítica va ser el sud: els paracaigudistes alemanys havien obtingut la majoria de ponts, al sud de Rotterdam i Dordrecht. Mentrestant, la forta infanteria alemanya (amb el suport de la 9 a Divisió Panzer) havia passat a través de l'anomenat Peli-Raam Stelling i ara marxava ràpidament a través del sud de la província de Noord-Brabant i amenaça d'establir contacte amb el cap de pont de Moerdijk i entrar en «Fortalesa Holanda» al sud, els alemanys van aconseguir de manera eficaç l'aïllament dels Països Baixos de Bèlgica i França.

### Últim intent abans de la capitulació
Hi va haver un intent, amb el suport d'unitats franceses, de tornar a conquerir el pont Moerdijk l'11 de maig, va acabar en fracàs. Els intents de guanyar el terreny perdut en la línia Grebbe també van fracassar. La Línia Grebbe va caure a la nit del 13 de maig després d'una ferotge batalla de tres dies. Mentrestant, la 9a Divisió Panzer havia arribat a Moerdijk, tirant la «Fortalesa Holanda» i arribant a Rotterdam, ocupant la riba sud del riu  Mosa. La situació estratègica s'havia convertit en desesperada, però el banc nord del riu es trobava encara en mans holandeses, les metralladores holandeses van fer impossible que els alemanys travessessin el  Mosa, a més infants de marina holandesa plantar una ferotge resistència als carrers de Rotterdam. El 14 de maig Hitler va ordenar que es aixafés tota la resistència holandesa alhora. Després del bombardeig de Rotterdam, l'exèrcit alemany amenaça a les principals ciutats holandeses, com Utrecht, Amsterdam i Haarlem alhora, Winkelman es va veure obligat a rendir-se en la nit del 14 de maig. La capitulació es va fer oficial l'endemà al poble de Rijsoord.

## Després de la Guerra
Després que ell signés la rendició holandesa, Winkelman es va negar a declarar oficialment que no es resistissin a les forces alemanyes al Països Baixos, de cap manera. Va ser internat, per tant, el 2 juliol 1940 presoner de guerra i va seguir sent un presoner durant la resta de l'ocupació.
L'1 d'octubre de 1945 va rebre l'Orde de William, la més antiga i la més alta decoració militar als Països Baixos. La seva estàtua encara es pot veure davant de l'escola primària a Rijsoord, on va signar la capitulació el 15 de maig de 1940. Una base de l'exèrcit en Nunspeet va ser nomenada amb el nom d'Henri Gerard Winkelman. El nom va ser traslladat a una altra base (en Harskamp) a partir del 15 de maig de 2007, després que l'anterior fos tancada.